# Mozaika soi

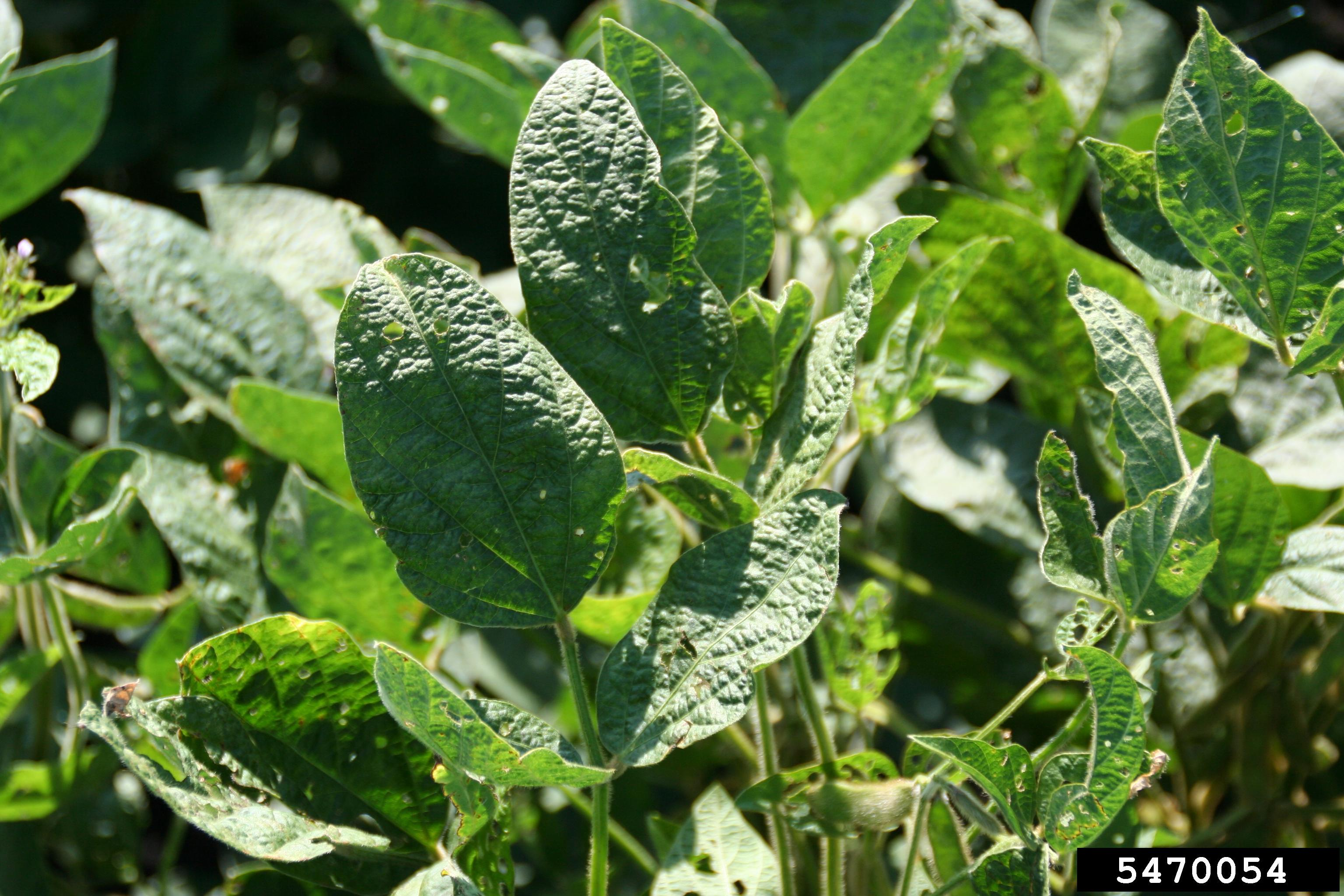
Objawy na liściach soi

Mozaika soi (ang. soybean crinkle, soybean mosaic, soybean mosaic virus 1) – wirusowa choroba soi wywołana przez wirusa mozaiki soi (Soybean Mosaic Virus, Potywirus MSV).

## Objawy
W porównaniu z innymi potywirusami, SMV ma stosunkowo wąski zakres gospodarzy. Infekuje sześć rodzin roślin dwuliściennych: bobowate (Fabaceae), szarłatowate (Amaranthaceae), komosowate (Chenopodiaceae), męczennicowate (Passifloraceae), trędownikowate (Scropulariaceae) i psiankowate (Solanaceae), ale głównie bobowate, w tym soję warzywną (Glycine max) i jej dzikich krewnych. Często obserwowane objawy to szorstkość, ciemnozielone opaski żył i jasnozielone obszary międzynerwowe, karłowatość, zwijanie się liści i cętkowanie okrywy nasiennej, sterylność pręcików, deformacja kwiatów, słabsze kwitnienie, martwica, czasem martwicze zmiany miejscowe, martwica ogólnoustrojowa oraz porażenie pąków. Niektóre z tych objawów SMV mogą być maskowane w temperaturach powyżej 30 °C. Natężenie choroby zależy od odporności odmiany, szczepu wirusa, wieku rośliny w momencie zakażenia i środowiska.

## Rozprzestrzenianie
Pierwotnym inokulum wirusa są nasiona soi. Badania wykazały, że do 30% lub więcej nasion z roślin soi zakażonych SMV zawiera tego wirusa. Stopień zakażenia nasion zależy od odmiany i czasu infekcji. Wirus rozprzestrzeniany jest na polach soi przez 32 różne gatunki mszyc w sposób nietrwały. Szczególnie duże znaczenie mają mszyce należące do gatunków Acyrthosiphom pisum, Aphis craccivora, Aphis fabae, Aphis glycine, Aphis gossypii, Myzus persicae, Rhopalosiphum maidis i Rhopalosiphum padi. Ponadto SMV może być wydajnie przenoszony przez zainfekowany wirusem sok roślin. Może to następować wskutek zranień powodowanych maszynami rolniczymi, lub otarć roślin rosnących obok siebie.

## Ochrona
Zapobieganie mozaice soi polega głównie na używaniu do siewu nasion wolnych od wirusów i unikaniu późnego sadzenia soi w celu zminimalizowania przenoszenia wirusa przez mszyce. Jak dotąd choroba ta w niewielkim tylko stopniu poraża plantację i nie wywołała epidemii.